# 한성 (고구려)
한성(漢城)은 고구려의 수부(首府) 중 하나이다. 평양성(平壤城), 국내성(國內城)과 더불어, 고구려 3경(三京) 가운데 하나인 중요 도시였다.

## 위치
황해남도 재령군에 위치했다는 설과 지금의 서울 부근의 북한산성에 위치했다는 설이 있다.

## 역사
고구려가 멸망하자, 보장왕의 후손 안승과 검모잠이 이 지역을 중심으로 고구려 부흥 운동을 전개하였다. 고구려 멸망과 나당 전쟁 이후, 신라 영토에 편입되었다.